# Landwirtschaftliches Zentrum Baden-Württemberg
Das Landwirtschaftliche Zentrum Baden-Württemberg (LAZBW) ist eine öffentliche Anstalt des Landes Baden-Württemberg zur Gewinnung, Sammlung, Verarbeitung sowie Vermittlung landwirtschaftlichen Wissens mit Sitz in Aulendorf, Landkreis Ravensburg. Sein vollständiger Name lautet Landwirtschaftliches Zentrum für Rinderhaltung, Grünlandwirtschaft, Milchwirtschaft, Wild und Fischerei Baden-Württemberg. Es untersteht dienstlich und fachlich dem Ministerium für Ernährung, Ländlichen Raum und Verbraucherschutz Baden-Württemberg.

## Interne Organisation
Das LAZBW gliedert sich neben Anstaltsleitung und allgemeiner Verwaltung in verschiedene Fachbereiche, die sich grob gesagt in die Beschäftigung mit Rinderhaltung (inklusive Milchgewinnung, Klauengesundheit, Fütterung und Kälberaufzucht), Rinderzucht (inklusive Rindermast, Digitalisierung sowie Lehr- und Versuchsbetrieb), Grünlandwirtschaft (inklusive Ackerfutterbau, Futterkonservierung, Biogas sowie Gründlandbotanik), Wild und Fischerei,  milchwirtschaftlicher Chemie, milchwirtschaftlicher Hygiene und Mikrobiologie sowie milchwirtschaftlicher Bildung (samt Staatlicher Fachschule für Milch- und Molkereiwirtschaft sowie Lehr- und Versuchsmolkerei) aufteilen.

## Geschichte
Das LAZBW entstand am 1. April 2004 durch den Zusammenschluss der Staatlichen Lehr- und Versuchsanstalt für Viehhaltung und Grünlandwirtschaft (LVVG) in Aulendorf mit der Milchwirtschaftlichen Lehr- und Forschungsanstalt (MLF) in Wangen im Allgäu, ebenfalls Landkreis Ravensburg. 
Die MLF war am 24. Juni 1911 im Königreich Württemberg in Wangen als Württembergische Käserei-, Lehr- und Versuchsanstalt als Untersuchungs- und Beratungsstelle für Rund- und Weichkäser gegründet worden. Nahe der Grenze zu Bayern gelegen, trat die Lehranstalt in der Zwischenkriegszeit in den Jahren 1922 und 1923 zunächst als Außenstelle der in Weihenstephan ansässigen, entsprechenden bayrischen Einrichtung auf, bevor sie im Jahr 1924 durch den Volksstaat Württemberg verstaatlicht wurde. In den Jahren 1939 bis 1941 wurde das heute noch bestehende Internatsgebäude für Lehrgangsteilnehmer errichtet. Hier wurde im Jahr 1963 die erste überbetriebliche Lehrwerkstätte in der Bundesrepublik Deutschland eingerichtet.